# Powrych
Powrych (niem. Powrich See) – jezioro w województwie warmińsko-mazurskim, w powiecie ostródzkim, w gminie Morąg o powierzchni 8,12 ha, położone koło wsi Tątławki.